# East Hanney
 (septembre 2023).
Pour l’article homonyme, voir West Hanney.
East Hanney est une paroisse civile et un village de l'Oxfordshire, en Angleterre.